# Willmann Walter
Willmann Walter (álneve: Ferenczi Bálint; Sepsiszentgyörgy, 1958. február 25. –) erdélyi magyar költő, újságíró, szerkesztő.

## Életútja
Tanulmányait Sepsiszentgyörgyön végezte 1977-ben, a Mikó Kollégium KISz titkára volt. Versei 1975-től jelennek meg az Utunkban, Megyei Tükörben, Fáklyában. 1975–78 között a színpad vonzásába került: József Attila- és Ady-szavalóműsorokat állított össze (1977), önálló műsorral jelentkezett Szilágyi Domokos verseiből (1978). 1980–90 között szakképzetlen munkásként, villamosgép-tekercselőként, meteorológusként dolgozott.
1990 januárjában Osváth Gáborral és Horváth Alpárral Sepsiszentgyörgyön megalapította az Európai Idő c. lapot, amelynek szerkesztője, majd helyettes főszerkesztője. Ezzel párhuzamosan a Háromszék munkatársa is 1991 tavaszáig. Román, német, angol sajtóból fordít; 1992 után gyakoribbak számítástechnikai ismeretterjesztő írásai.
Fordításában megjelent általános és középiskolás technológiai tankönyvek:
- Gabriela Lichiardopol: Technológiai ismeretek (az V. és VI. osztály számára, Bukarest, 2005)
- Gabriela Lichiardopol: Technológiai nevelés (Bukarest, 2005)
- Mariana Tănăsescu – Gabriela Lichiardopol: Méréstechnika (a X. osztály számára, Bukarest, 2005)
- Mariana Miloşescu: Az információ és a kommunikáció technológiája. Tankönyv a IX. osztály számára; ford. Willmann Walter; Ed. Didactică şi Pedagogică, Bucureşti, 2007